# Тоні Ліч
Тоні Ліч (народився 28 травня 1968) — американський режисер, сценарист і редактор, який зараз проживає в Лос-Анджелесі. Тоні відвідував Університет Орала Робертса в Талса, Оклахома. Будучи там студентом, Ліч і його однокурсник з ORU Марк Стіл (комік/продюсер) разом із кількома друзями написали та показали комедійне скетч-шоу під назвою Standing Room Only або SRO. Ліч знімався, писав, режисував і монтував християнське вар’єте-шоу Fire By Nite, яке базувалося в Willie George Ministries в Талса. Він також працював над проектами з Teen Mania Ministries, яке тоді базувалося в Талсі й очолювалося випускником ORU Роном Люсом.
Тоні знявся в музичному відео/короткометражному фільмі 1990 року Beyond Belief гурту Christian rock Petra. Він був автором сценарію для християнського вар’єте-шоу «Карман: Час 2», яке веде співачка Кармен (співачка). У 1999 році Ліч знявся в 3 повнометражних фільмах: «Яма гадюк», «Священний Голлівуд» (разом з Міккі Руні та Каміл Кітон) і «Chillicothe, фільм Тодда Едвардса, у якому він також був першим помічником режисера.
Пізніше Ліч працював співавтором сценарію, співрежисером і редактором повнометражного анімаційного фільму 2005 року Hoodwinked! разом з друзями Корі Едвардс і Тодд Едвардс. Фільм був випущений The Weinstein Company. У 2006 році він створив і продав анімаційний проект «Втеча з планети Земля» — історію про групу інопланетян з усього Всесвіту, які намагаються втекти із в’язниці, із Зони 51 — The Weinstein Company]. Потім він знову співпрацював з братами Едвардс, щоб написати Також обдурили! Капюшон проти Зла, продовження фільму 2011 року Обдурені!.
Ліч також був сценаристом, режисером і редактором низки короткометражних фільмів, у тому числі «Squared», обраний Blumhouse як короткий фільм жахів тижня, «Gene», офіційний вибір Woodstock Film Festival 2010 року., а також «Exit Interview», переможець розділу 7 конкурсу Canon і Vimeo «The Story Beyond the Still». Кілька короткометражних фільмів Ліча можна переглянути на Vimeo.